# Gejzer (czasopismo)
Gejzer – polskie erotyczne czasopismo gejowskie, wydawane od 1999 roku. W magazynie prezentowane są tematy z szeroko pojętego zakresu homoseksualizmu oraz kultury gejowskiej z dużym nasyceniem materiałów homoerotycznych.
Czasopismo włącza się również w akcje społeczne adresowane do społeczności LGBT, jak te dotyczące profilaktyki AIDS.